# Телейкен (Мангытский айылный аймак)
Телейкен (кирг. Төлөйкөн) — село в Араванском районе Ошской области Кыргызстана. Входит в состав Мангытского айылного аймака.

## География
Село расположено в западной части области, на левом берегу реки Аравансай, на расстоянии приблизительно 6 километров (по прямой) к юго-востоку от села Араван, административного центра района. Абсолютная высота — 926 метров над уровнем моря.

## Население
Согласно оценочным данным Национального статистического комитета Кыргызской Республики, численность населения села на начало 2023 года составляла 4218 человек.
| год     | 2009 | 2014 | 2015 | 2020 | 2021 | 2023 |
| ------- | ---- | ---- | ---- | ---- | ---- | ---- |
| человек | 2735 | 3567 | 3599 | 4048 | 4073 | 4218 |